# Parîșeve, Bilozerka
Parîșeve (în ucraineană Паришеве) este un sat în comuna Hrozove din raionul Bilozerka, regiunea Herson, Ucraina.

## Demografie
Componența lingvistică a localității Parîșeve
     Ucraineană (92,86%)
     Rusă (4,46%)
     Belarusă (1,79%)
     Alte limbi (0,89%)
Conform recensământului din 2001, majoritatea populației localității Parîșeve era vorbitoare de ucraineană (92,86%), existând în minoritate și vorbitori de rusă (4,46%) și belarusă (1,79%).